# Campeonato Mundial de Hóquei no Gelo de 1983

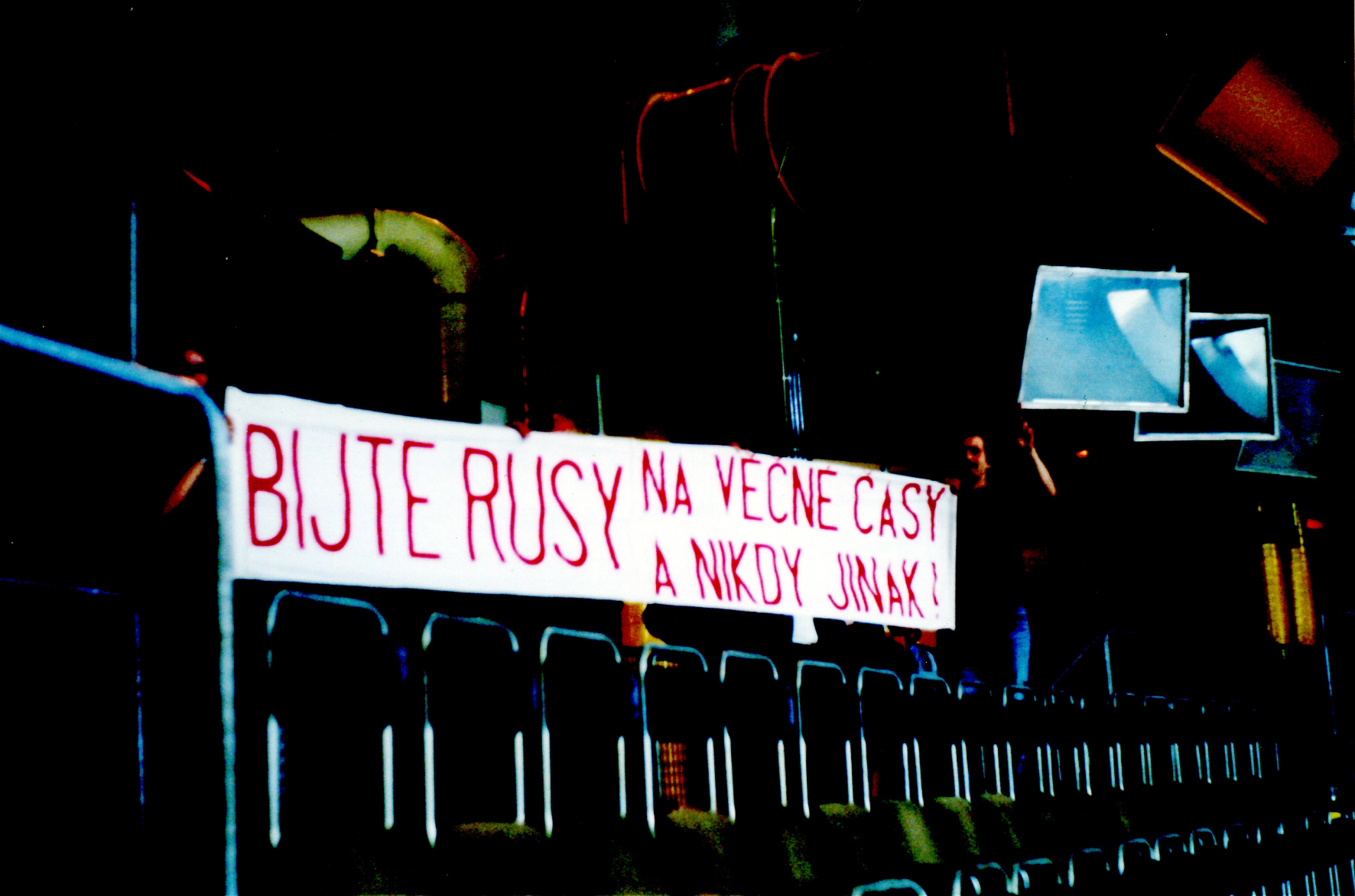
Durante o Campeonato Mundial de Hóquei no Gelo de 1983, em Munique (Alemanha), imigrantes tchecos estão mostrando um banner protestando contra a ocupação russa de seu país desde a supressão da Primavera de Praga.

O Campeonato Mundial de Hóquei no Gelo de 1983 foi a 49ª edição do torneio, disputada entre os dias 16 e 2 de maio de 1983, em Munique, Dortmund e Düsseldorf, Alemanha Ocidental. Oito times participaram, e cada um enfrentou o outro uma vez. Os quatro melhores times, então, enfrentaram-se mais uma vez.  A União Soviética foi campeã mundial pela 19ª vez e também ganhou seu 22º Campeonato Europeu.  

## Campeonato Mundial Grupo A (Alemanha Ocidental)
| Pos. | Time              | PJ | V | E | D | GP-GC   | Pontos |
| ---- | ----------------- | -- | - | - | - | ------- | ------ |
| 1    | União Soviética   | 7  | 7 | 0 | 0 | 41 - 07 | 14     |
| 2    | Canadá            | 7  | 5 | 0 | 2 | 26 - 16 | 10     |
| 3    | Tchecoslováquia   | 7  | 4 | 1 | 2 | 30 - 15 | 9      |
| 4    | Suécia            | 7  | 4 | 1 | 2 | 26 - 21 | 9      |
| 5    | Alemanha          | 7  | 3 | 1 | 3 | 17 - 23 | 7      |
| 6    | Alemanha Oriental | 7  | 2 | 0 | 5 | 19 - 28 | 4      |
| 7    | Finlândia         | 7  | 1 | 1 | 5 | 20 - 28 | 3      |
| 8    | Itália            | 7  | 0 | 0 | 7 | 05 - 46 | 0      |

| 16 de abril |     |        |  |
| Canadá      | 6-0 | Itália |  |
|             |     |        |  |

| 16 de abril     |     |                   |  |
| União Soviética | 3-0 | Alemanha Oriental |  |
|                 |     |                   |  |

| 16 de abril     |     |           |  |
| Tchecoslováquia | 4-2 | Finlândia |  |
|                 |     |           |  |

| 16 de abril |     |                    |  |
| Suécia      | 5-1 | Alemanha Ocidental |  |
|             |     |                    |  |

| 17 de abril |     |        |  |
| Suécia      | 3-2 | Canadá |  |
|             |     |        |  |

| 17 de abril        |     |        |  |
| Alemanha Ocidental | 4-0 | Itália |  |
|                    |     |        |  |

| 17 de abril     |     |                   |  |
| Tchecoslováquia | 6-1 | Alemanha Oriental |  |
|                 |     |                   |  |

| 17 de abril     |     |           |  |
| União Soviética | 3-0 | Finlândia |  |
|                 |     |           |  |

| 19 de abril     |     |        |  |
| União Soviética | 8-2 | Canadá |  |
|                 |     |        |  |

| 19 de abril     |     |        |  |
| Tchecoslováquia | 4-1 | Suécia |  |
|                 |     |        |  |

| 19 de abril        |     |           |  |
| Alemanha Ocidental | 4-3 | Finlândia |  |
|                    |     |           |  |

| 19 de abril       |     |        |  |
| Alemanha Oriental | 3-1 | Itália |  |
|                   |     |        |  |

| 20 de abril |     |                   |  |
| Suécia      | 5-4 | Alemanha Oriental |  |
|             |     |                   |  |

| 20 de abril     |     |                    |  |
| União Soviética | 6-0 | Alemanha Ocidental |  |
|                 |     |                    |  |

| 21 de abril |     |                 |  |
| Canadá      | 3-1 | Tchecoslováquia |  |
|             |     |                 |  |

| 21 de abril |     |        |  |
| Finlândia   | 6-2 | Itália |  |
|             |     |        |  |

| 22 de abril |     |           |  |
| Canadá      | 5-1 | Finlândia |  |
|             |     |           |  |

| 22 de abril        |     |                   |  |
| Alemanha Ocidental | 4-3 | Alemanha Oriental |  |
|                    |     |                   |  |

| 23 de abril     |     |                 |  |
| União Soviética | 5-1 | Tchecoslováquia |  |
|                 |     |                 |  |

| 23 de abril |     |        |  |
| Suécia      | 5-1 | Itália |  |
|             |     |        |  |

| 24 de abril |     |                   |  |
| Canadá      | 5-2 | Alemanha Oriental |  |
|             |     |                   |  |

| 24 de abril |     |        |  |
| Finlândia   | 4-4 | Suécia |  |
|             |     |        |  |

| 24 de abril     |      |        |  |
| União Soviética | 11-1 | Itália |  |
|                 |      |        |  |

| 24 de abril        |     |                 |  |
| Alemanha Ocidental | 3-3 | Tchecoslováquia |  |
|                    |     |                 |  |

| 25 de abril |     |                    |  |
| Canadá      | 3-1 | Alemanha Ocidental |  |
|             |     |                    |  |

| 25 de abril       |     |           |  |
| Alemanha Oriental | 6-4 | Finlândia |  |
|                   |     |           |  |

| 26 de abril     |      |        |  |
| Tchecoslováquia | 11-0 | Itália |  |
|                 |      |        |  |

| 26 de abril     |     |        |  |
| União Soviética | 5-3 | Suécia |  |
|                 |     |        |  |

## Fase Final
| Pos. | Time            | PJ | V | E | D | GP-GC   | Pontos |
| ---- | --------------- | -- | - | - | - | ------- | ------ |
| 1    | União Soviética | 3  | 2 | 1 | 0 | 13 - 03 | 5      |
| 2    | Tchecoslováquia | 3  | 2 | 1 | 0 | 10 - 06 | 5      |
| 3    | Canadá          | 3  | 1 | 0 | 2 | 09 - 14 | 2      |
| 4    | Suécia          | 3  | 0 | 0 | 3 | 02 - 11 | 0      |

| 28 de abril     |     |        |  |
| Tchecoslováquia | 5-4 | Canadá |  |
|                 |     |        |  |

| 28 de abril     |     |        |  |
| União Soviética | 4-0 | Suécia |  |
|                 |     |        |  |

| 30 de abril |     |        |  |
| Canadá      | 3-1 | Suécia |  |
|             |     |        |  |

| 30 de abril     |     |                 |  |
| União Soviética | 1-1 | Tchecoslováquia |  |
|                 |     |                 |  |

| 02 de maio      |     |        |  |
| União Soviética | 8-2 | Canadá |  |
|                 |     |        |  |

| 02 de maio      |     |        |  |
| Tchecoslováquia | 4-1 | Suécia |  |
|                 |     |        |  |

## Fase de Consolação
| Pos. | Time              | PJ | V | E | D | GP-GC   | Pontos |
| ---- | ----------------- | -- | - | - | - | ------- | ------ |
| 5    | Alemanha          | 10 | 5 | 1 | 4 | 31 - 34 | 11     |
| 6    | Alemanha Oriental | 10 | 3 | 0 | 7 | 29 - 40 | 6      |
| 7    | Finlândia         | 10 | 2 | 2 | 6 | 30 - 40 | 6      |
| 8    | Itália            | 10 | 1 | 1 | 8 | 16 - 56 | 3      |

| 27 de abril        |     |        |  |
| Alemanha Ocidental | 5-4 | Itália |  |
|                    |     |        |  |

| 27 de abril       |     |           |  |
| Alemanha Oriental | 6-2 | Finlândia |  |
|                   |     |           |  |

| 29 de abril |     |                    |  |
| Finlândia   | 4-2 | Alemanha Ocidental |  |
|             |     |                    |  |

| 29 de abril |     |                   |  |
| Itália      | 3-1 | Alemanha Oriental |  |
|             |     |                   |  |

| 01 de maio         |     |                   |  |
| Alemanha Ocidental | 7-3 | Alemanha Oriental |  |
|                    |     |                   |  |

| 01 de maio |     |           |  |
| Itália     | 4-4 | Finlândia |  |
|            |     |           |  |

## Campeonato Mundial Grupo B (Japão)
| Pos. | Time           | PJ | V | E | D | GP-GC   | Pontos |
| ---- | -------------- | -- | - | - | - | ------- | ------ |
| 9    | Estados Unidos | 7  | 6 | 1 | 0 | 53 - 14 | 13     |
| 10   | Polónia        | 7  | 5 | 1 | 1 | 43 - 19 | 11     |
| 11   | Áustria        | 7  | 3 | 4 | 0 | 41 - 27 | 10     |
| 12   | Noruega        | 7  | 4 | 0 | 3 | 29 - 28 | 8      |
| 13   | Japão          | 7  | 2 | 2 | 3 | 23 - 31 | 6      |
| 14   | Suíça          | 7  | 1 | 2 | 4 | 25 - 35 | 4      |
| 15   | Roménia        | 7  | 1 | 1 | 5 | 20 - 48 | 3      |
| 16   | Iugoslávia     | 7  | 0 | 1 | 6 | 18 - 50 | 1      |

| 21 de março |     |            |  |
| Japão       | 3-2 | Iugoslávia |  |
|             |     |            |  |

| 21 de março |     |         |  |
| Noruega     | 5-3 | Roménia |  |
|             |     |         |  |

| 22 de março |     |         |  |
| Polónia     | 7-1 | Noruega |  |
|             |     |         |  |

| 22 de março |     |       |  |
| Áustria     | 8-8 | Suíça |  |
|             |     |       |  |

| 22 de março    |      |            |  |
| Estados Unidos | 13-2 | Iugoslávia |  |
|                |      |            |  |

| 23 de março    |     |         |  |
| Estados Unidos | 6-2 | Roménia |  |
|                |     |         |  |

| 23 de março |     |       |  |
| Japão       | 3-3 | Suíça |  |
|             |     |       |  |

| 24 de março |      |            |  |
| Polónia     | 12-2 | Iugoslávia |  |
|             |      |            |  |

| 24 de março |     |         |  |
| Áustria     | 3-2 | Noruega |  |
|             |     |         |  |

| 24 de março |     |         |  |
| Japão       | 6-2 | Roménia |  |
|             |     |         |  |

| 25 de março |     |         |  |
| Áustria     | 5-5 | Polónia |  |
|             |     |         |  |

| 25 de março    |     |       |  |
| Estados Unidos | 5-2 | Suíça |  |
|                |     |       |  |

| 26 de março |     |            |  |
| Roménia     | 7-7 | Iugoslávia |  |
|             |     |            |  |

| 26 de março |     |         |  |
| Japão       | 4-5 | Noruega |  |
|             |     |         |  |

| 27 de março |     |       |  |
| Polónia     | 6-4 | Suíça |  |
|             |     |       |  |

| 27 de março    |     |         |  |
| Estados Unidos | 3-3 | Áustria |  |
|                |     |         |  |

| 28 de março |     |            |  |
| Noruega     | 6-2 | Iugoslávia |  |
|             |     |            |  |

| 28 de março |     |       |  |
| Roménia     | 4-3 | Suíça |  |
|             |     |       |  |

| 28 de março    |     |         |  |
| Estados Unidos | 6-2 | Polónia |  |
|                |     |         |  |

| 28 de março |     |         |  |
| Japão       | 5-5 | Áustria |  |
|             |     |         |  |

| 30 de março |      |         |  |
| Áustria     | 12-2 | Roménia |  |
|             |      |         |  |

| 30 de março |     |            |  |
| Suíça       | 4-1 | Iugoslávia |  |
|             |     |            |  |

| 30 de março    |     |         |  |
| Estados Unidos | 8-2 | Noruega |  |
|                |     |         |  |

| 30 de março |     |         |  |
| Japão       | 1-2 | Polónia |  |
|             |     |         |  |

| 31 de março |     |       |  |
| Noruega     | 8-1 | Suíça |  |
|             |     |       |  |

| 31 de março |     |            |  |
| Áustria     | 5-2 | Iugoslávia |  |
|             |     |            |  |

| 31 de março |     |         |  |
| Polónia     | 9-0 | Roménia |  |
|             |     |         |  |

| 31 de março |      |                |  |
| Japão       | 1-12 | Estados Unidos |  |
|             |      |                |  |

## Campeonato Mundial Grupo C (Hungria)
| Pos. | Time            | PJ | V | E | D | GP-GC   | Pontos |
| ---- | --------------- | -- | - | - | - | ------- | ------ |
| 17   | Países Baixos   | 7  | 7 | 0 | 0 | 78 - 11 | 14     |
| 18   | Hungria         | 7  | 5 | 0 | 2 | 50 - 25 | 10     |
| 19   | China           | 7  | 4 | 1 | 2 | 28 - 23 | 9      |
| 20   | Dinamarca       | 7  | 4 | 0 | 3 | 24 - 26 | 8      |
| 21   | França          | 7  | 3 | 1 | 3 | 41 - 25 | 7      |
| 22   | Bulgária        | 7  | 1 | 1 | 5 | 20 - 36 | 3      |
| 23   | Espanha         | 7  | 1 | 1 | 5 | 17 - 55 | 3      |
| 24   | Coreia do Norte | 7  | 1 | 0 | 6 | 15 - 72 | 2      |

| 11 de março |     |           |  |
| França      | 2-5 | Dinamarca |  |
|             |     |           |  |

| 11 de março   |     |          |  |
| Países Baixos | 7-2 | Bulgária |  |
|               |     |          |  |

| 11 de março |     |                 |  |
| China       | 5-2 | Coreia do Norte |  |
|             |     |                 |  |

| 11 de março |      |         |  |
| Hungria     | 17-2 | Espanha |  |
|             |      |         |  |

| 12 de março |     |        |  |
| Hungria     | 3-1 | França |  |
|             |     |        |  |

| 12 de março     |      |               |  |
| Coreia do Norte | 1-11 | Países Baixos |  |
|                 |      |               |  |

| 13 de março |     |           |  |
| Espanha     | 0-4 | Dinamarca |  |
|             |     |           |  |

| 13 de março |     |       |  |
| Bulgária    | 1-5 | China |  |
|             |     |       |  |

| 14 de março |      |                 |  |
| Hungria     | 14-1 | Coreia do Norte |  |
|             |      |                 |  |

| 14 de março |      |               |  |
| França      | 0-10 | Países Baixos |  |
|             |      |               |  |

| 14 de março |     |          |  |
| Dinamarca   | 4-5 | Bulgária |  |
|             |     |          |  |

| 14 de março |     |       |  |
| Espanha     | 0-5 | China |  |
|             |     |       |  |

| 15 de março     |      |        |  |
| Coreia do Norte | 1-24 | França |  |
|                 |      |        |  |

| 15 de março |      |               |  |
| Hungria     | 5-12 | Países Baixos |  |
|             |      |               |  |

| 16 de março |     |       |  |
| Dinamarca   | 1-6 | China |  |
|             |     |       |  |

| 16 de março |     |         |  |
| Bulgária    | 4-4 | Espanha |  |
|             |     |         |  |

| 17 de março   |      |       |  |
| Países Baixos | 12-1 | China |  |
|               |      |       |  |

| 17 de março |     |         |  |
| França      | 7-1 | Espanha |  |
|             |     |         |  |

| 17 de março |     |                 |  |
| Bulgária    | 4-5 | Coreia do Norte |  |
|             |     |                 |  |

| 17 de março |     |           |  |
| Hungria     | 0-4 | Dinamarca |  |
|             |     |           |  |

| 19 de março |     |          |  |
| Hungria     | 7-2 | Bulgária |  |
|             |     |          |  |

| 19 de março   |      |         |  |
| Países Baixos | 16-2 | Espanha |  |
|               |      |         |  |

| 19 de março |     |                 |  |
| Dinamarca   | 6-3 | Coreia do Norte |  |
|             |     |                 |  |

| 19 de março |     |        |  |
| China       | 3-3 | França |  |
|             |     |        |  |

| 20 de março |     |                 |  |
| Espanha     | 8-2 | Coreia do Norte |  |
|             |     |                 |  |

| 20 de março   |      |           |  |
| Países Baixos | 10-0 | Dinamarca |  |
|               |      |           |  |

| 20 de março |     |          |  |
| França      | 4-2 | Bulgária |  |
|             |     |          |  |

| 20 de março |     |       |  |
| Hungria     | 4-3 | China |  |
|             |     |       |  |

## Tabela do Campeonato Mundial
| Campeonato Mundial de 1983 | País              |
| -------------------------- | ----------------- |
| Ouro                       | União Soviética   |
| Prata                      | Tchecoslováquia   |
| Bronze                     | Canadá            |
| 4                          | Suécia            |
| 5                          | Alemanha          |
| 6                          | Alemanha Oriental |
| 7                          | Finlândia         |
| 8                          | Itália            |

## Tabela do Campeonato Europeu
| Campeonato Europeu de 1983 | País              |
| -------------------------- | ----------------- |
| Ouro                       | União Soviética   |
| Prata                      | Tchecoslováquia   |
| Bronze                     | Suécia            |
| 4                          | Alemanha          |
| 5                          | Alemanha Oriental |
| 6                          | Finlândia         |
| 7                          | Itália            |